# العلاقات بين كندا والاتحاد الأوروبي
يرجع تاريخ العلاقات بين كندا والاتحاد الأوروبي وما يسبقها إلى عام 1950. ومع أن العلاقة بينهما في الأساس علاقةً اقتصادية، فهناك مسائل متعلقة بالتعاون السياسي. إضافةً إلى ذلك، تمتلك كندا وأعضاء الاتحاد الأوروبي أنظمة حكم متشابهة، ويتحدث الكنديون لغات أوروبية (تُعد الإنجليزية والفرنسية لغتان رسميتان ويتكلم بهما الأغلبية). نالت كندا استقلالها التام عن المملكة المتحدة عقب عملية حب الوطن في عام 1982 لكنها لا تزال تحتفظ بالعديد من الروابط الدستورية مع الدولة التي استضافتها سابقًا. فهما تتقاسمان رأس الدولة نفسه (إليزابيث الثانية)، وأنظمة حكم مماثلة (نظام وستمنستر)، وثقافة متشابهة. ويتحدث الناس اللغة عينها (الفرنسية)، بين مقاطعة كيبك وفرنسا، فمعظم سكان كيبك ينحدرون من أصولٍ فرنسية، وتتقاسم تلك المقاطعة وفرنسا روابطًا وثيقةً جدًا. على الرغم من أن الملكة المتحدة لم تعد عضوًا في الاتحاد الأوروبي ابتداءً من عام 2020، فإن العلاقات الثنائية الوطيدة بين كندا وفرنسا (عضو في الاتحاد الأوروبي) تساعد في تقريب كندا دبلوماسيًا من الاتحاد.
يقع إقليمان من أقاليم ما وراء البحار التابعة لأعضاء الاتحاد الأوروبي، هما جرينلاند وسان بيير وميكلون، بجوار المياه الإقليمية الكندية.

## التاريخ
تُعد علاقة كندا بأوروبا نتاجًا للروابط التاريخية التي ولدها الاستعمار والهجرة الأوروبية الجماعية إلى كندا. إذ استُعمرت كندا للمرة الأولى على أيدي الفايكنج الشماليين على شواطئ جزيرة بافن فضلًا عن شواطئ نيوفنلاند ولابرادور في العصور الوسطى. ومع ذلك، فبعد مضي قرون وقدوم العصر الحديث، استعمرتها فرنسا بشكل رئيسي وانضمت رسميًا، بعد عام 1763، إلى الإمبراطورية البريطانية بعد غزوها في حرب السنوات السبع. إضافةً إلى ذلك، فقد لقت نصيبها من التأثير الاستعماري من إسبانيا في كولومبيا البريطانية وألبرتا الشمالية وساسكاتشوان.
تتمتع المملكة المتحدة بعلاقات وثيقة للغاية مع كندا، نظرًا لتاريخها الاستعماري البريطاني، فضلًا عن كونهما عالمان من عوالم الكومنولث. وعلى الصعيد التاريخي، كانت علاقات كندا مع المملكة المتحدة والولايات المتحدة الأمريكية عادةً ما تحظى بأولوية على علاقاتها مع أوروبا القارية. ومع ذلك، كانت كندا تتمتع ببعض الروابط مع الدول الأوروبية وذلك من خلال التحالف الغربي في الحرب العالمية الثانية، والأمم المتحدة، ومنظمة حلف الشمال الأطلسي قبل إنشاء السوق الأوروبية المشتركة.

### الاتفاقيات
هناك سلسلة من الاتفاقيات الاقتصادية تُعد أفضل ما يوثق تاريخ علاقات كندا مع الاتحاد الأوروبي:
ففي عام 1990، وقعت كل من السوق الأوروبية المشتركة (أي أي سي) وكندا اتفاقيةً إطارية بشأن التعاون الاقتصادي، التي تُعد الاتفاقية الرسمية الأولى من نوعها بين سوق أي أي سي وبلد ثالث صناعي. فضلًا عن ذلك، استقر وفد المفوضية الأوروبية إلى كندا في أوتاوا.
وفي عام 1990، تبنى القادة الأوروبيون والكنديون إعلانًا حول العلاقات عبر الأطلسي، مما أدى إلى توسيع نطاق اتصالاتهم وعقد اجتماعات منتظمة على مستوى القادة والوزراء.
في عام 1996، صدر إعلان سياسي جديد بخصوص العلاقات بين كندا والاتحاد الأوروبي في مؤتمر القمة الذي عُقد في أوتاوا، حيث تم اعتماد خطة عمل مشتركة لتحديد مجالات إضافية معينة يمكن التعاون على صعيدها.

## مناطق الصراع
هناك توترٌ مستمر بشأن حضر الاتحاد الأوروبي استيراد منتجات الفقمة. الأمر الذي كان من المُعتقد أن يكون عاملًا محفزًا كندا على بذل الجهود من أجل عرقلة جهود الاتحاد الأوروبي في الانضمام إلى المجلس القطبي.
كانت كندا تمر أيضًا بنزاعاتٍ إقليميةٍ ثنائية مع الدول الأعضاء في الاتحاد الأوروبي (أنظر حرب التربوت، والمطالبات الإقليمية/جزيرة هانز في القطب الشمالي وقضية الحدود البحرية بين كندا وفرنسا).